# Cassatella di Agira

Il comune di Agira nella provincia di Enna

Le cassatelle di Agira (denominazione comunale) sono dolci tipici della gastronomia ennese, originari della cittadina di Agira ma diffusi non solo nella provincia di Enna, ma anche in gran parte della Sicilia orientale.
In qualità di produzione tipica siciliana, è stata ufficialmente riconosciuta e inserita nella lista dei prodotti agroalimentari tradizionali italiani (P.A.T) del Ministero delle politiche agricole alimentari e forestali (Mipaaf).
Tipiche della pasticceria dell'Ennese, le cassatelle hanno forma di mezzaluna, preparata di pasta frolla, tenera e color giallo oro spolverata di zucchero a velo, con un ripieno di un impasto di cacao, mandorle tritate, farina di ceci, zucchero e scorza di limone essiccata, con eventuale aggiunta di cannella.
Alle cassatelle di Agira, è dedicata una sagra che si svolge nel paese natio di Diodoro Siculo, Agira appunto. Le cassatelle sono disponibili per tutto l'anno in tutti i ristoranti, i bar e le pasticcerie della provincia ennese ed in numerosi ristoranti catanesi. Alcuni pasticceri di fama hanno rivisitato la ricetta tradizionale creando un'ottima variante al pistacchio.
Dato che il prodotto è molto laborioso e necessita di parecchi passaggi custoditi gelosamente e tramandati di generazione in generazione, le manifatture di questo dolce variano sensibilmente. Recentemente si assiste ad un notevole proliferare di imitazioni che nulla hanno a che fare con il prodotto originario. L'originalità e tipicità del prodotto va verificata nelle sue dimensioni che sono tipicamente di 10 × 6 cm, inoltre l'impasto deve essere morbido e non asciutto o secco, non deve prevalere esclusivamente il gusto del cioccolato o cacao, infatti, bisogna avvertire al palato anche il gusto della mandorla e infine la pasta frolla non deve essere biscottata o molliccia.

## Storia
La cassatella di Agira è un dolce di origini molto antiche, tipico esempio della cucina tradizionale agirina.
È difficile documentare la storia della casatella perché non esistono fonti scritte al riguardo. Le
fonti orali che si possono ottenere sul territorio di Agira, sono perciò relative ad una conoscenza empirica di una tradizione orale sull'argomento.
Almeno nella sua versione più antica oggi scomparsa, chiamata pasticciotto, possedeva forma circolare ed era caratterizzata da un bottone posto al centro del disco superiore, quasi a ricordare un altro dolce siciliano, le minn ‘e vergine, dolce dedicato a Sant'Agata.
Nella millenaria storia di Agira, la cultura che senza dubbio ha influito maggiormente sulla nascita della cassatella di Agira è quella spagnola; alla quale verosimilmente si sono aggiunti elementi agropastorali e del ceto nobiliare (baronali). Infatti, le commistioni di ambienti economici ricchi e poveri, avrebbero fatto convergere nella tradizionale cassatella di ricotta preesistente elementi nobili come le mandorle e il cacao. Mentre la farina di ceci, con il ruolo di addensante naturale del ripieno, è molto economico negli ambienti rurali siciliani ed ampiamente disponibile.
Questa è un'ipotesi suggestiva sulla quale pur non avendo documenti storici di conforto, essa però è del tutto compatibile con gli elementi della tradizione a disposizione. Rimane difficile individuare il momento di nascita della ricetta definitiva.
L'importanza culturale ed economica della cassatella di Agira ha convinto l'Amministrazione comunale a richiedere l'ufficializzazione della De.Co. (Denominazione Comunale).

## La sagra
Generalmente nei mesi di ottobre o novembre da qualche anno si svolge una sagra delle cassatella agirina. Essa si effettua negli spazi espositivi del quartiere fieristico del Comune di Agira in via Largo Fiera. All'interno di questa manifestazione sono presenti diversi stand per la promozione dei prodotti tipici locali e con degustazioni gratuite della cassatella di agira.

## Preparazione
Le cassatelle di Agira seguono un particolare ed assai antico procedimento di preparazione che conferisce loro un sapore, un odore e un aspetto inconfondibili ed originali. Per preparale, si tritano le mandorle con zucchero e cacao aggiungendo dell'acqua, per poi cuocere l'impasto a fuoco lento. In questa fase vanno aggiunti la farina di ceci, la cannella e le scorze di limone, finché l'impasto non si compatta e può essere quindi spalmato sui cerchi di pasta frolla, da richiudere infine a mezzaluna.
Esistono piccole varianti della ricetta, soprattutto nel ripieno che viene proposto in numerosi gusti.

### Ricetta
Ingredienti pasta:
- 3 kg di farina tipo “00”
- 0,7 kg di zucchero
- 1,3 kg di Strutto
- 4 uova (5 se sono piccole)
- acqua

Ingredienti ripieno:
- 1,25 kg di mandorle sgusciate e tostate
- 1,1 kg di zucchero
- 90 g di cacao amaro
- 140 g di cacao dolce
- 1,5 l di acqua
- buccia di 3 limoni.
- 300 g di farina di ceci o di grano duro.

È un dolce costoso per la laboriosa manifattura interamente manuale ma l'antica ricetta a dispetto del procedimento è lungo e laborioso merita una prova in cucina.
Preparazione della pasta:
Mescolare a mano la farina e lo strutto, facendo sciogliere lo stesso e amalgamandolo alla farina di ceci. Aggiungere le uova sbattute con una forchetta con lo zucchero quindi amalgamare gli ingredienti aggiungendo lentamente l'acqua in modo da ottenere la consistenza giusta per essere poi stirata col matterello.
Lasciare riposare la pasta almeno dieci ore prima del suo uso. Quindi lavorare la pasta in modo da formare dei bastoncini da stendere successivamente.
Lavorare la pasta in modo da realizzare dei bastoncini di un diametro tale che possano stare in una mano, non usare tanta forza.
Preparazione del ripieno dolce:
Tritare molto finemente le mandorle insieme alla buccia del limone.
Mettere in una pentola l'acqua, lo zucchero e la farina di mandorle e portare ad ebollizione a fuoco basso mescolando sempre. Appena raggiunto il punto di ebollizione aggiungere i due tipi di cacao continuando a mescolare per evitare che l'impasto si attacchi al fondo della pentola. Aggiungere la farina di ceci, fino a raggiungere la consistenza voluta (solitamente non più di 100 g), mescolare bene evitando la formazione di grumi. Continuare a cuocere per altri 5-10 minuti mescolando continuamente.
Appena pronto l'impasto cremoso si procede con la lavorazione della pasta, dopo averlo riposto in opportuno recipiente smaltato.
Prelevare dai bastoncini dei pezzetti di pasta da stendere col matterello in modo da ricavare tanti dischi non troppo grandi (15 cm di diametro circa), mettere al centro di ognuno di essi un mucchietto di impasto di crema, evitando di sporcare i bordi; quindi ripiegare la pasta su stessa in modo da formare una mezza luna, se avete la possibilità ritagliate i bordi della mezzaluna con una rotellina dentellata per riprodurre la forma originale.
Infornare ad alta temperatura per pochi minuti evitando che prendano un colore dorato devono rimanere di colore molto chiaro. Quindi lasciare raffreddare e cospargere con zucchero a velo.